# Beutin
Beutin est une commune française située dans le département du Pas-de-Calais en région Hauts-de-France. Ses habitants sont appelés les Beutinois. La commune est membre de la communauté d'agglomération des Deux Baies en Montreuillois.

## Géographie

### Localisation
Localisée dans le sud-ouest du département du Pas-de-Calais, la commune de Beutin est située, à vol d'oiseau, à 4 km au nord-ouest de Montreuil-sur-Mer (chef-lieu d'arrondissement), en bordure de la Manche et sur la rive droite de la Canche.
Le territoire de la commune est limitrophe de ceux de trois communes.
Les communes limitrophes sont Bréxent-Énocq, Attin et La Calotterie.

### Géologie et relief
La superficie de la commune est de 3 km2 ; son altitude varie de 4  à   67 mètres.

### Hydrographie
Le territoire de la commune est situé dans le bassin Artois-Picardie.
La commune est limitrophe, au sud, de la Canche, cours d'eau naturel de 100,22 km, qui prend sa source dans la commune de Gouy-en-Ternois et se jette dans la Manche entre Étaples et Le Touquet-Paris-Plage.

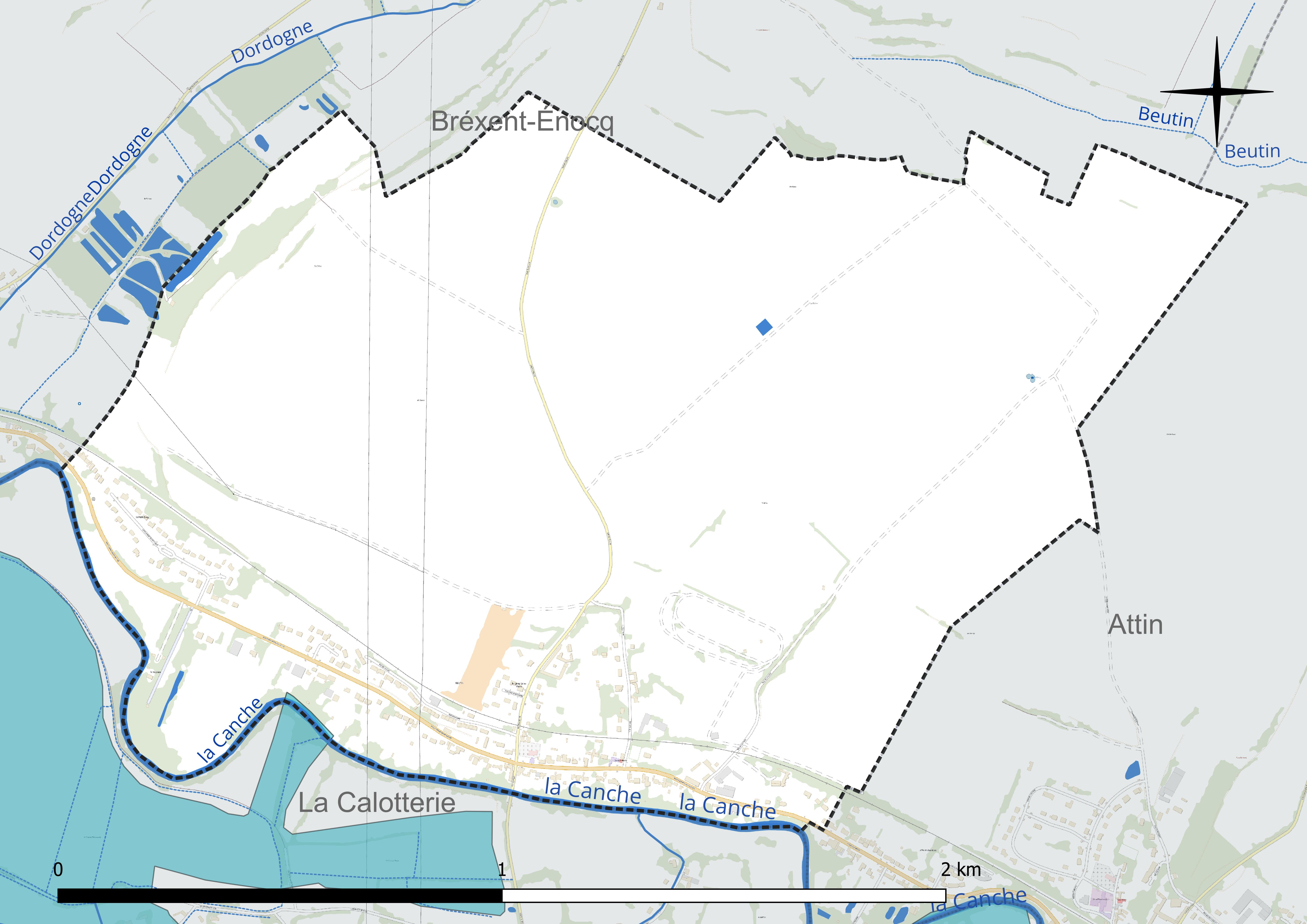
Réseau hydrographique de Beutin.

### Climat
Pour des articles plus généraux, voir Climat des Hauts-de-France et Climat du Pas-de-Calais.
En 2010, le climat de la commune est de type climat océanique franc, selon une étude du CNRS s'appuyant sur une série de données couvrant la période 1971-2000. En 2020, Météo-France publie une typologie des climats de la France métropolitaine dans laquelle la commune est exposée à un climat océanique et est dans la région climatique Côtes de la Manche orientale, caractérisée par un faible ensoleillement (1 550 h/an) ; forte humidité de l’air (plus de 20 h/jour avec humidité relative > 80 % en hiver), vents forts fréquents.
Pour la période 1971-2000, la température annuelle moyenne est de 10,5 °C, avec une amplitude thermique annuelle de 12,9 °C. Le cumul annuel moyen de précipitations est de 802 mm, avec 12,6 jours de précipitations en janvier et 8,4 jours en juillet. Pour la période 1991-2020, la température moyenne annuelle observée sur la station météorologique la plus proche, située sur la commune du Touquet-Paris-Plage à 10 km à vol d'oiseau, est de 11,2 °C et le cumul annuel moyen de précipitations est de 888,8 mm,. Pour l'avenir, les paramètres climatiques de la commune estimés pour 2050 selon différents scénarios d'émission de gaz à effet de serre sont consultables sur un site dédié publié par Météo-France en novembre 2022.

### Paysages
Pour un article plus général, voir Paysage en France.
La commune s'inscrit dans les « paysages montreuillois » tels qu'ils sont définis dans l'atlas de paysages de la région Nord-Pas-de-Calais, conçu par la direction régionale de l'Environnement, de l'Aménagement et du Logement (DREAL),.
Les « paysages montreuillois », qui concernent 98 communes, se délimitent : à l'ouest par des falaises qui, avec le recul de la mer, ont donné naissance aux bas-champs ourlées de dunes ; au nord par la boutonnière du Boulonnais ; au sud par le vaste plateau formé par la vallée de l'Authie, et à l'est par les paysages du Ternois et du Haut-Artois. Les « paysages montreuillois », avec, dans leur axe central, la vallée de la Canche et ses nombreux affluents comme la Course, la Créquoise, la Planquette…, offrent une alternance de vallées et de plateaux, appelés « ondulations montreuilloises ». Dans ces paysages, et plus particulièrement sur les plateaux, on cultive la betterave sucrière, le blé et le maïs et les plateaux entre la Ternoise et la Créquoise sont couverts de vastes massifs forestiers comme la forêt d'Hesdin-la-Forêt, les bois de Fressin, Sains-lès-Fressin, Créquy….

### Milieux naturels et biodiversité
L’inventaire des zones naturelles d'intérêt écologique, faunistique et floristique (ZNIEFF) a pour objectif de réaliser une couverture des zones les plus intéressantes sur le plan écologique, essentiellement dans la perspective d’améliorer la connaissance du patrimoine naturel national et de fournir aux différents décideurs un outil d’aide à la prise en compte de l’environnement dans l’aménagement du territoire.
Le territoire communal comprend une ZNIEFF de type 2 : 
la basse vallée de la Canche et ses versants en aval d’Hesdin.

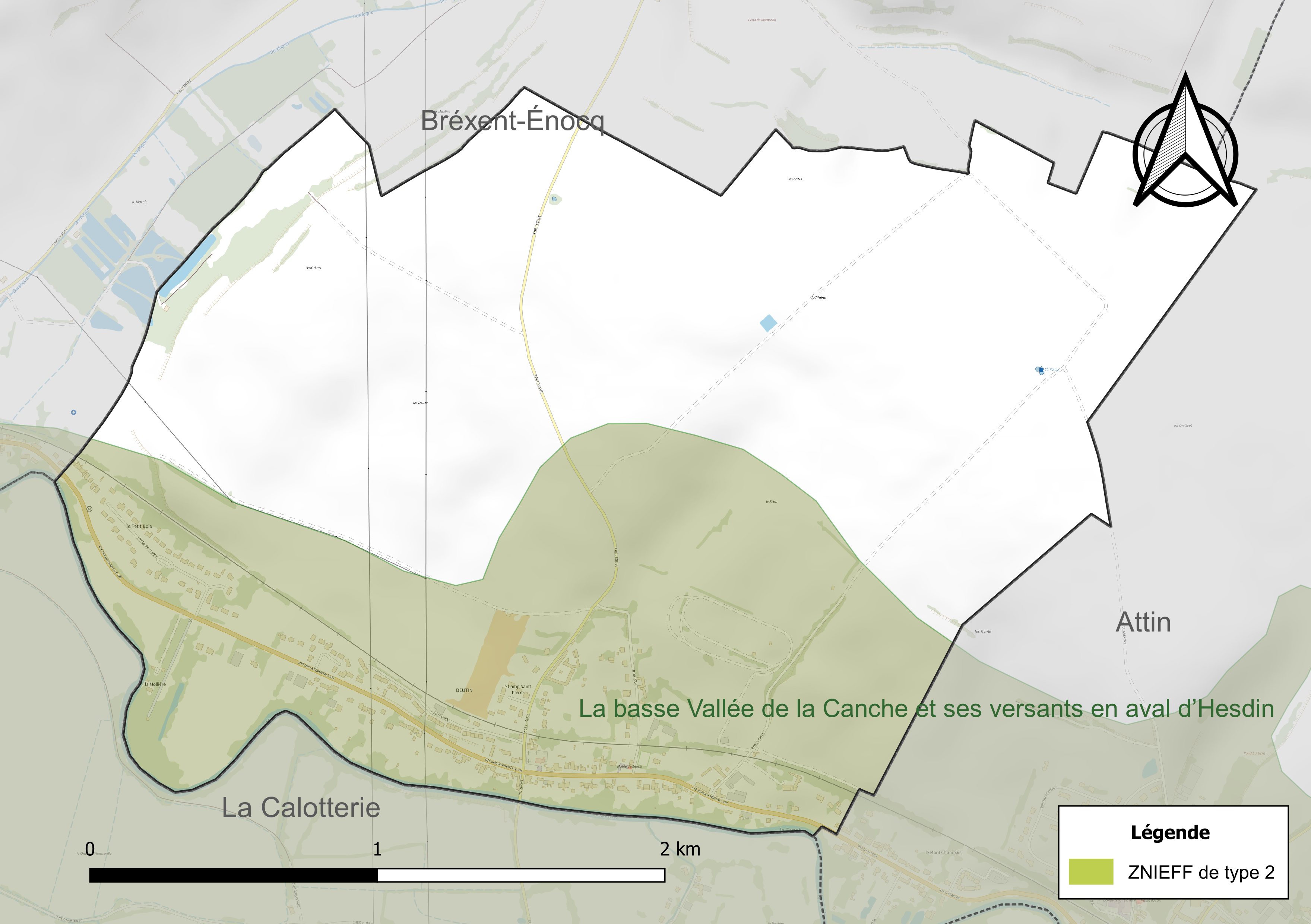
Carte de la ZNIEFF sur la commune.

#### Inventaire national du patrimoine géologique
Le territoire communal comprend le site de l'estuaire de la Canche. il est inscrit à l'inventaire national du patrimoine géologique.

## Urbanisme

### Typologie
Au 1er janvier 2024, Beutin est catégorisée commune rurale à habitat dispersé, selon la nouvelle grille communale de densité à sept niveaux définie par l'Insee en 2022.
Elle appartient à l'unité urbaine de Montreuil-sur-Mer, une agglomération intra-départementale regroupant neuf  communes, dont elle est une commune de la banlieue,,. Par ailleurs la commune fait partie de l'aire d'attraction d'Étaples - Le Touquet-Paris-Plage, dont elle est une commune de la couronne,. Cette aire, qui regroupe 21 communes, est catégorisée dans les aires de moins de 50 000 habitants,.

### Occupation des sols
L'occupation des sols de la commune, telle qu'elle ressort de la base de données européenne d’occupation biophysique des sols Corine Land Cover (CLC), est marquée par l'importance des territoires agricoles (87,8 % en 2018), une proportion identique à celle de 1990 (87,8 %). La répartition détaillée en 2018 est la suivante : 
terres arables (71,6 %), zones urbanisées (12,2 %), zones agricoles hétérogènes (10,2 %), prairies (5,9 %). L'évolution de l’occupation des sols de la commune et de ses infrastructures peut être observée sur les différentes représentations cartographiques du territoire : la carte de Cassini (XVIIIe siècle), la carte d'état-major (1820-1866) et les cartes ou photos aériennes de l'IGN pour la période actuelle (1950 à aujourd'hui).

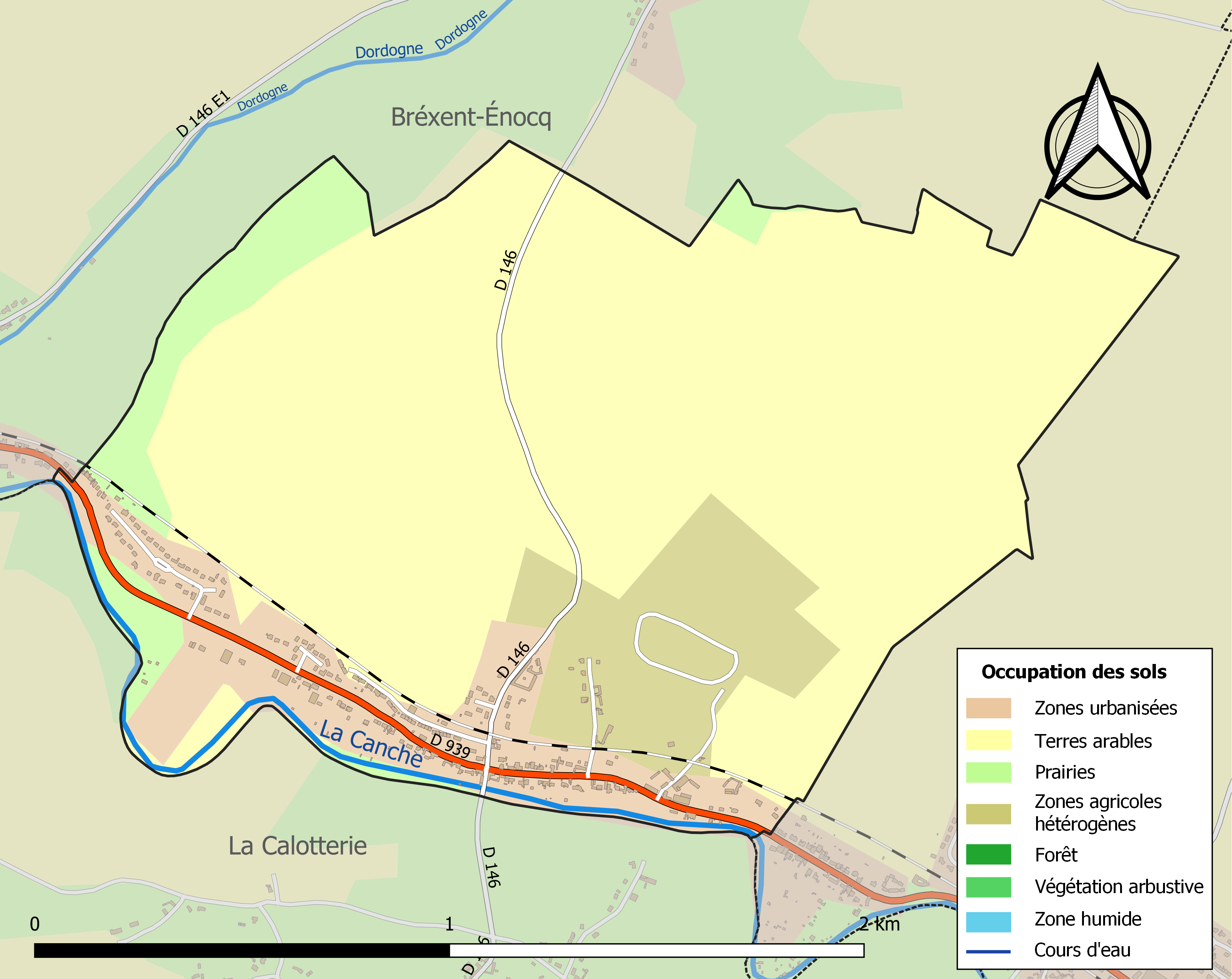
Carte des infrastructures et de l'occupation des sols de la commune en 2018 (CLC).

### Voies de communication et transports

#### Voies de communication
La commune est desservie par les routes départementales D 146 et la D 939 qui relie Arras et Le Touquet-Paris-Plage.
Elle se situe à 5 km de la sortie no 26 de l'autoroute A16 reliant région parisienne à la frontière avec la Belgique

#### Transport ferroviaire
La commune se trouve à 5 km de la gare de Montreuil-sur-Mer, située sur la ligne de Saint-Pol-sur-Ternoise à Étaples, desservie par des trains TER Hauts-de-France, et à 7 km de la gare d'Étaples - Le Touquet, desservie par des TGV (accessibles en tarification TERGV) et par des trains TER Hauts-de-France,.

## Toponymie
Le nom de la localité est attesté sous les formes Botinum (1042), Butin (1168), Botin (1171), Buetin (1215), Boutum (1223), Boeutin (1259), Boutinium (1274),  Boutinynium (1275), Buetinium (1283), Bueting (1295), Boeting (1328), Bethin (XIVe siècle), Beuthin (1416), Beustain (1489), Boethin (vers 1512), Bauthim (1550), Buttin (XVIIe siècle), Beutin (1789), Beutin (depuis 1793) et Bentin et Beutin depuis 1801.

## Histoire

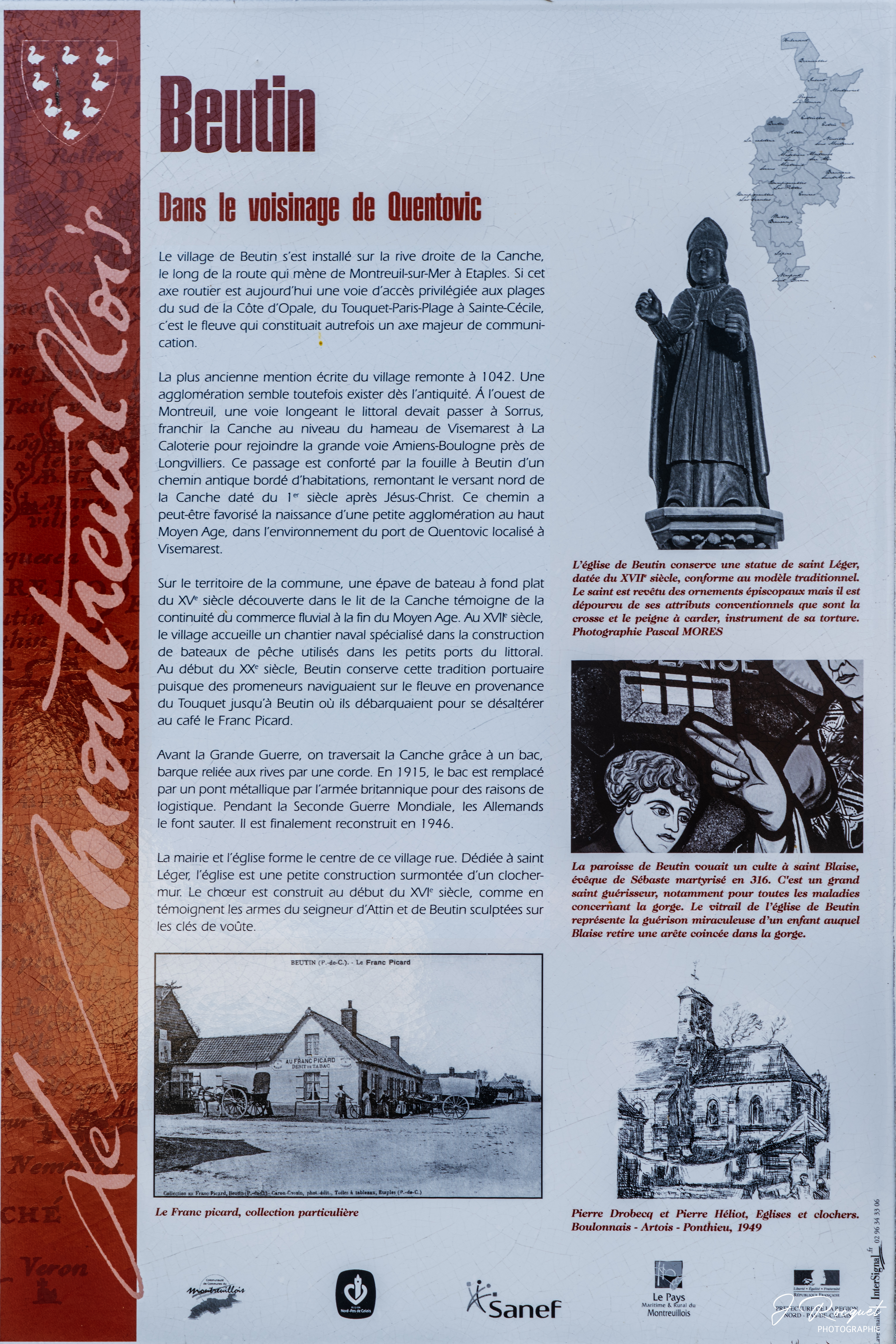
Le panneau d'information.

Un panneau émaillé destiné à l'information des visiteurs est fixé à côté de la mairie et de l'église. Voici, in extenso, le texte qu'il contient : 

« Beutin
Dans le voisinage de Quentovic
Le village de Beutin s'est installé sur la rive droite de la Canche, le long de la route qui mène de Montreuil-sur-Mer à Etaples. Si cet axe routier est aujourd'hui une voie d'accès privilégiée aux plages du sud de la Côte d'Opale, du Touquet-Paris-Plage à Sainte-Cécile, c'est le fleuve qui constituait autrefois un axe majeur de communication.
La plus ancienne mention écrite du village remonte à 1042. Une agglomération semble toutefois exister dès l'antiquité. À l'ouest de Montreuil, une voie longeant le littoral devait passer à Sorrus, franchir la Canche au niveau du hameau de Visemarest à La Caloterie pour rejoindre la grande voie Amiens-Boulogne près de Longvilliers. Ce passage est conforté par la fouille à Beutin d'un chemin antique bordé d'habitations, remontant le versant nord de la Canche daté du Ier siècle après Jésus-Christ. Ce chemin a peut-être favorisé la naissance d'une petite agglomération au haut Moyen Age, dans l'environnement du port de Quentovic localisé à Visemarest.
Sur le territoire de la commune, une épave de bateau à fond plat du XVe siècle découverte dans le lit de la Cache témoigne de la continuité du commerce fluvial à la fin du Moyen Age. Au XVIIe siècle, le village accueille un chantier naval spécialisé dans la construction de bateaux de pêche utilisés dans les petits ports du littoral. Au début du XXe siècle, Beutin conserve cette tradition portuaire puisque des promeneurs naviguaient sur le fleuve en provenance du Touquet jusqu'à Beutin où ils débarquaient pour se désaltérer au café le Franc Picard.
Avant la Grande Guerre, on traversait la Canche grâce à un bac, barque reliée aux rives par une corde. En 1915, le bac est remplacé par un pont métallique par l'armée britannique pour des raisons de logistique. Pendant la Seconde Guerre Mondiale, les Allemands le font sauter. Il est finalement reconstruit en 1946.
La mairie et l'église forme le centre de ce village rue. Dédiée à saint Léger, l'église est une petite construction surmontée d'un clocher-mur. Le chœur est construit au début du XVIe siècle, comme en témoignent les armes du seigneur d'Attin et de Beutin sculptées sur les clés de voûte. »

## Politique et administration

### Découpage territorial
La commune se trouve dans l'arrondissement de Montreuil du département du Pas-de-Calais depuis 1801.

#### Commune et intercommunalités
La commune a fait partie, de 2001 à 2016, de la communauté de communes du Montreuillois et, depuis le 1er janvier 2017, elle fait partie de la communauté d'agglomération des Deux Baies en Montreuillois dont le siège est basé à Montreuil. La communauté d'agglomération des Deux Baies en Montreuillois regroupe 46 communes et totalise 65 760 habitants en 2021.

#### Circonscriptions administratives
La commune faisait partie du canton d'Étaples, depuis la loi du 22 décembre 1789 reprise par la constitution de 1791, qui divise le royaume (la République en septembre 1792), en communes, cantons, districts et départements.
Dans le cadre du redécoupage cantonal de 2014 en France, elle est maintenant rattachée, au canton de Berck qui passe de 10 à 31 communes.

#### Circonscriptions électorales
Pour l'élection des députés, la commune fait partie, depuis 1986, de la quatrième circonscription du Pas-de-Calais.

### Élections municipales et communautaires

#### Liste des maires
| Période                                  | Période  | Identité            | Étiquette | Qualité                                             |
| ---------------------------------------- | -------- | ------------------- | --------- | --------------------------------------------------- |
| Les données manquantes sont à compléter. |          |                     |           |                                                     |
|                                          |          | Florent Dubois      |           | maire 51 ans au XXe siècle                          |
| avant 1988                               | 1995     | Gérard Nempont      |           |                                                     |
| 1995                                     | En cours | M. Dominique Masson |           | Carrossier retraité Réélu pour le mandat 2010-2026, |

## Équipements et services publics

### Justice, sécurité, secours et défense
La commune dépend du tribunal de proximité de Montreuil, du conseil de prud'hommes de Boulogne-sur-Mer, du tribunal judiciaire de Boulogne-sur-Mer, de la cour d'appel de Douai, du tribunal de commerce de Boulogne-sur-Mer, du tribunal administratif de Lille, de la cour administrative d'appel de Douai et du tribunal pour enfants de Boulogne-sur-Mer.

## Population et société

### Démographie
Les habitants de la commune sont appelés les Beutinois.

#### Évolution démographique
L'évolution du nombre d'habitants est connue à travers les recensements de la population effectués dans la commune depuis 1793. Pour les communes de moins de 10 000 habitants, une enquête de recensement portant sur toute la population est réalisée tous les cinq ans, les populations de référence des années intermédiaires étant quant à elles estimées par interpolation ou extrapolation. Pour la commune, le premier recensement exhaustif entrant dans le cadre du nouveau dispositif a été réalisé en 2005.

En 2022, la commune comptait 434 habitants, en évolution de −7,07 % par rapport à 2016 (Pas-de-Calais : −0,72 %, France hors Mayotte : +2,11 %).
| 1793 | 1800 | 1806 | 1821 | 1831 | 1836 | 1841 | 1846 | 1851 |
| ---- | ---- | ---- | ---- | ---- | ---- | ---- | ---- | ---- |
| 140  | 136  | 152  | 156  | 153  | 173  | 143  | 152  | 147  |

| 1856 | 1861 | 1866 | 1872 | 1876 | 1881 | 1886 | 1891 | 1896 |
| ---- | ---- | ---- | ---- | ---- | ---- | ---- | ---- | ---- |
| 146  | 140  | 159  | 152  | 163  | 168  | 165  | 179  | 159  |

| 1901 | 1906 | 1911 | 1921 | 1926 | 1931 | 1936 | 1946 | 1954 |
| ---- | ---- | ---- | ---- | ---- | ---- | ---- | ---- | ---- |
| 147  | 150  | 135  | 137  | 118  | 134  | 150  | 142  | 190  |

| 1962 | 1968 | 1975 | 1982 | 1990 | 1999 | 2005 | 2006 | 2010 |
| ---- | ---- | ---- | ---- | ---- | ---- | ---- | ---- | ---- |
| 206  | 234  | 233  | 294  | 323  | 373  | 489  | 496  | 493  |

| 2015 | 2020 | 2022 | - | - | - | - | - | - |
| ---- | ---- | ---- | - | - | - | - | - | - |
| 475  | 446  | 434  | - | - | - | - | - | - |

#### Pyramide des âges
En 2018, le taux de personnes d'un âge inférieur à 30 ans s'élève à 39,7 %, soit au-dessus de la moyenne départementale (36,7 %). À l'inverse, le taux de personnes d'âge supérieur à 60 ans est de 20,0 % la même année, alors qu'il est de 24,9 % au niveau départemental.
En 2018, la commune comptait 225 hommes pour 234 femmes, soit un taux de 50,98 % de femmes, légèrement inférieur au taux départemental (51,5 %).
Les pyramides des âges de la commune et du département s'établissent comme suit.
| Hommes | Classe d’âge | Femmes |
| ------ | ------------ | ------ |
| 0,0    | 90 ou +      | 0,4    |
| 3,2    | 75-89 ans    | 5,3    |
| 15,5   | 60-74 ans    | 15,4   |
| 22,4   | 45-59 ans    | 20,3   |
| 18,3   | 30-44 ans    | 19,8   |
| 18,7   | 15-29 ans    | 19,4   |
| 21,9   | 0-14 ans     | 19,4   |

| Hommes | Classe d’âge | Femmes |
| ------ | ------------ | ------ |
| 0,5    | 90 ou +      | 1,6    |
| 5,6    | 75-89 ans    | 8,9    |
| 16,7   | 60-74 ans    | 18,1   |
| 20,2   | 45-59 ans    | 19,2   |
| 18,9   | 30-44 ans    | 18,1   |
| 18,2   | 15-29 ans    | 16,2   |
| 19,9   | 0-14 ans     | 17,9   |

## Culture locale et patrimoine

### Lieux et monuments
- L'église Saint-Léger.

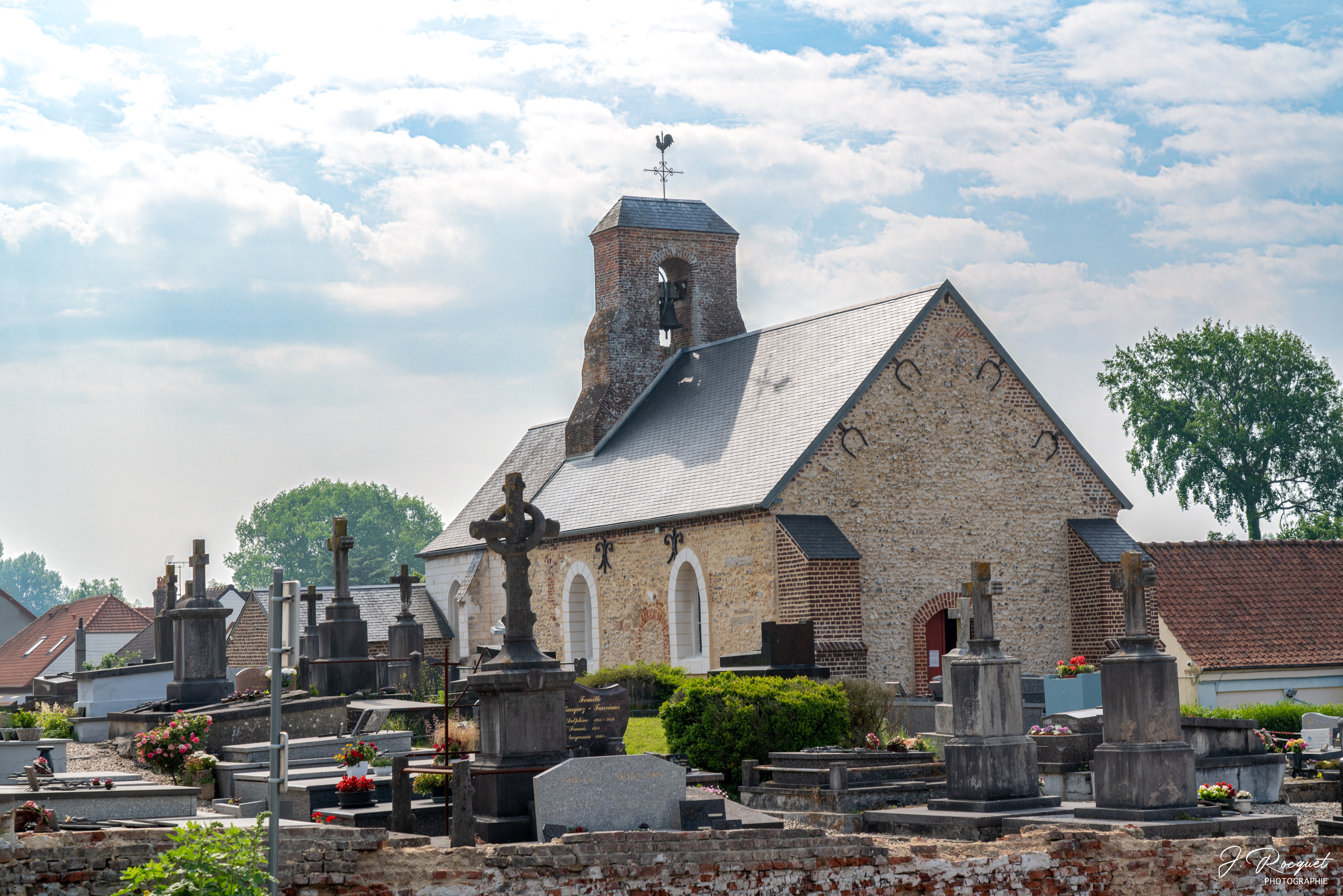
Entrée et face nord.
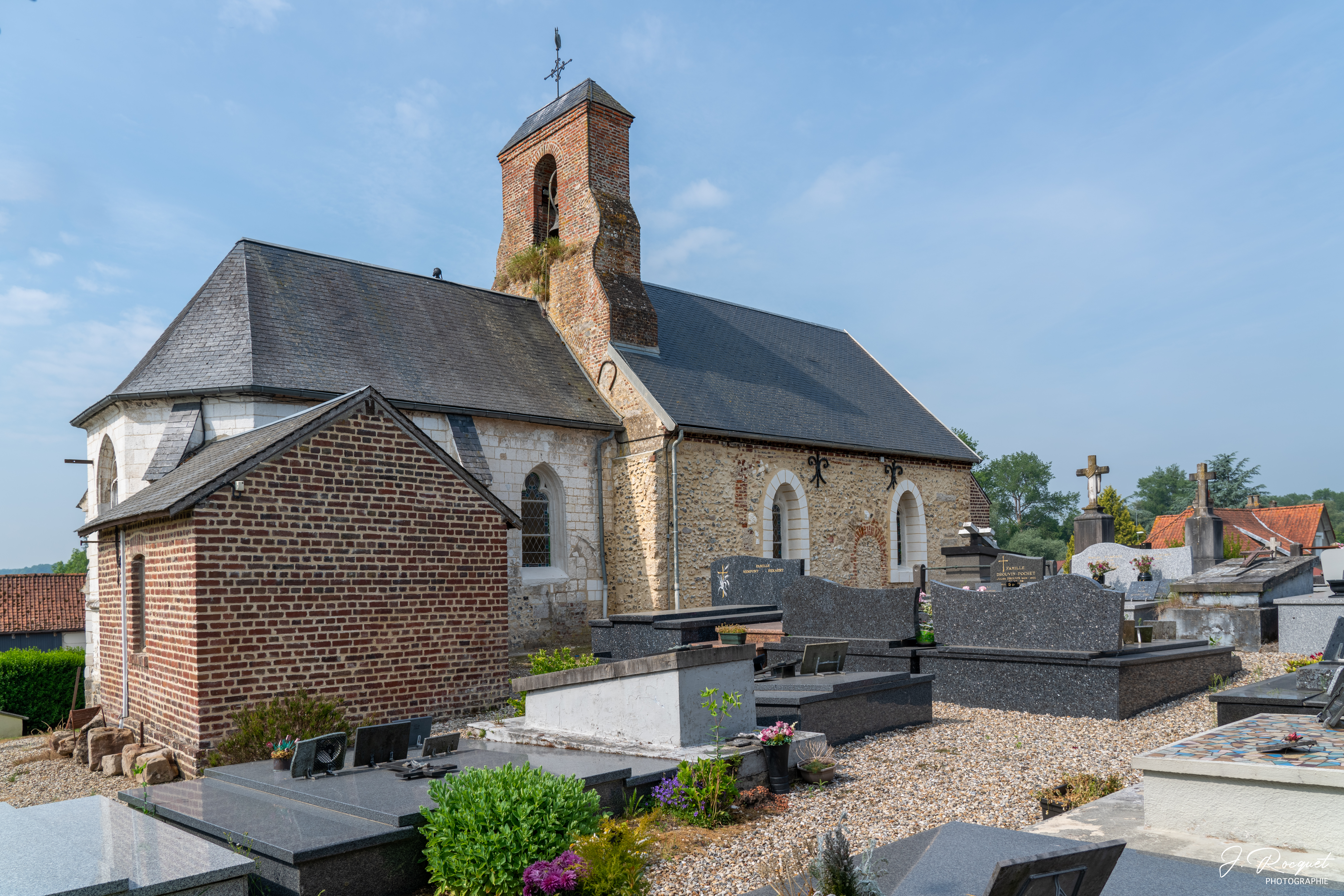
Le chœur et la face Nord.
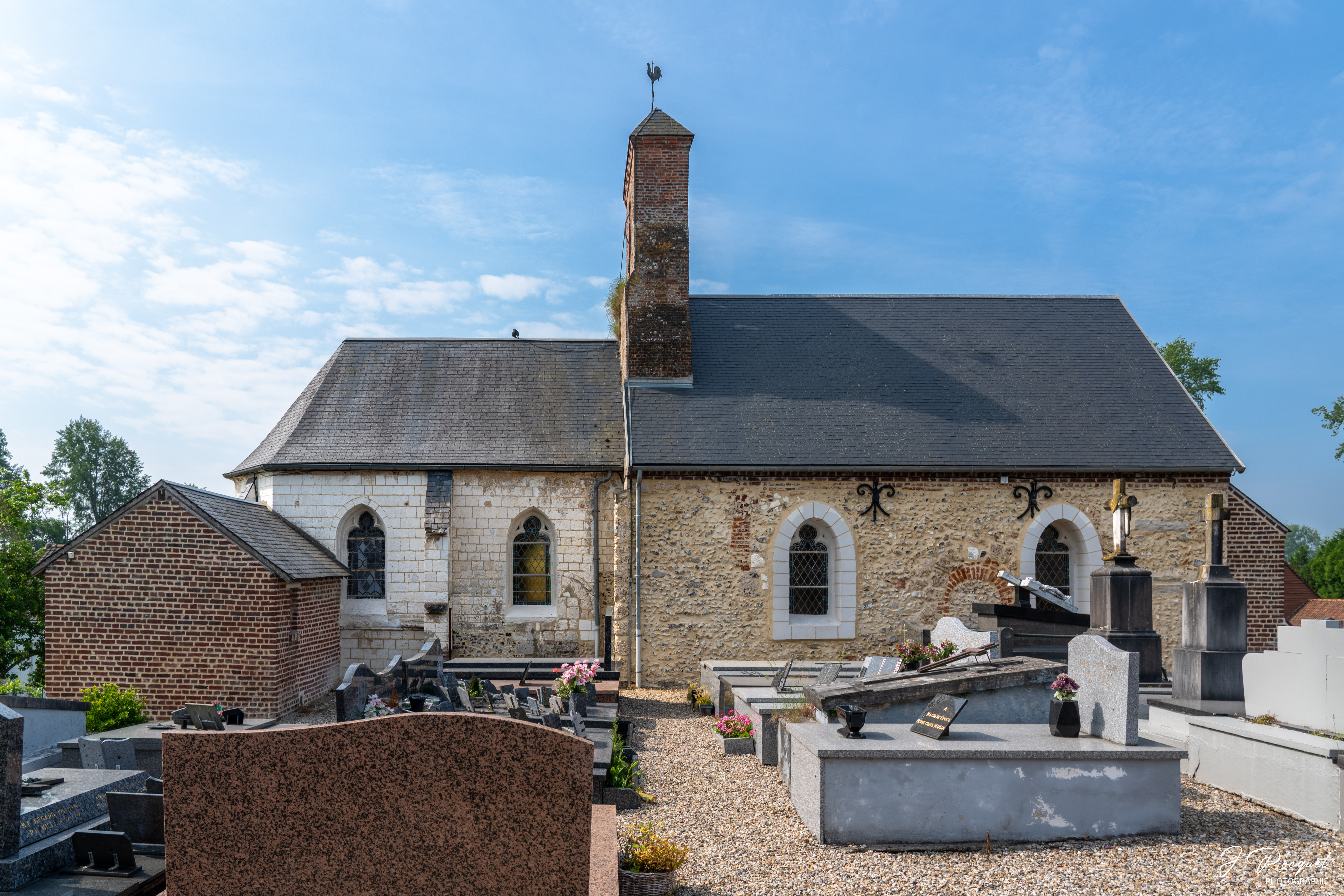
La face nord vue du cimetière.
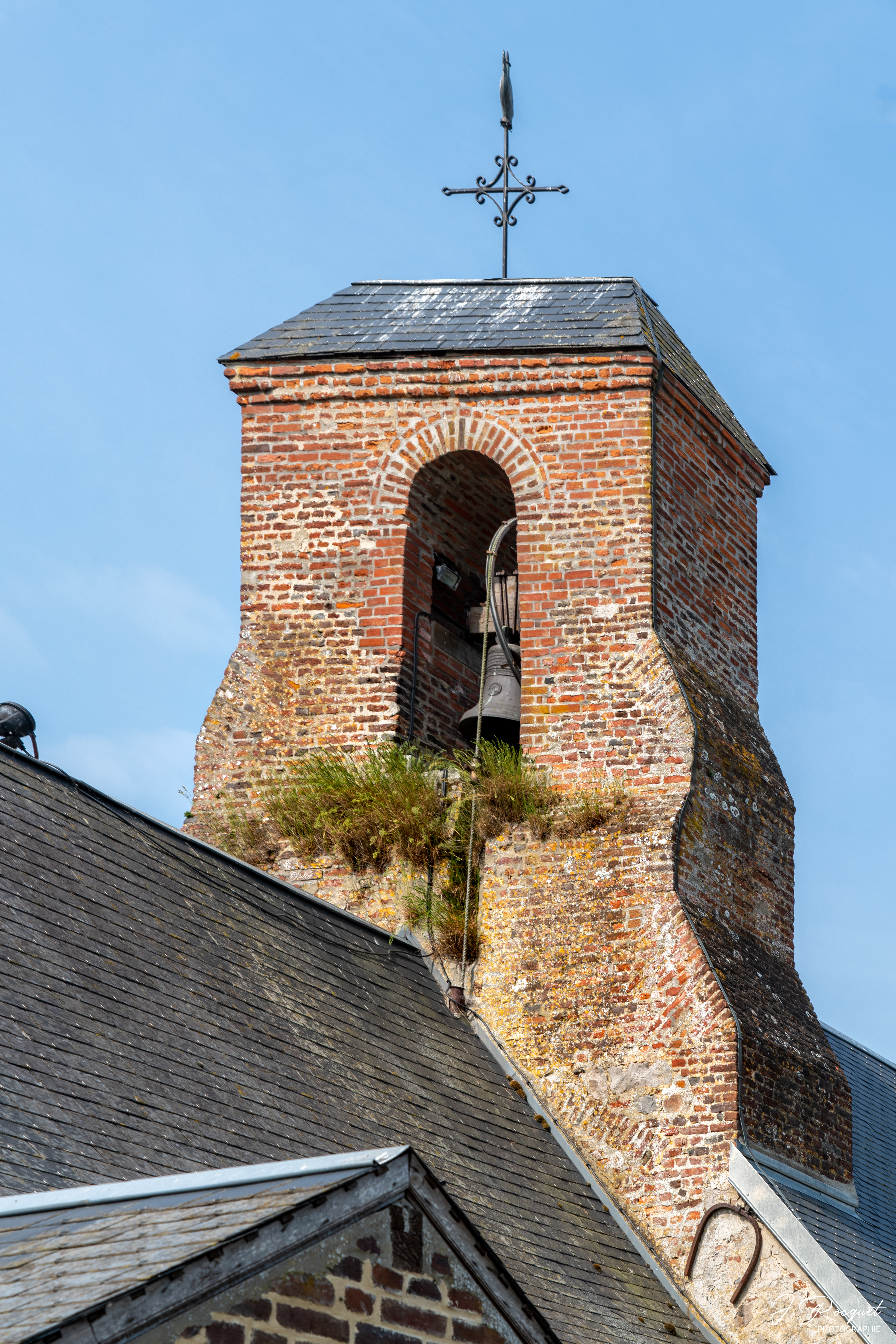
Détail du Clocher-mur.
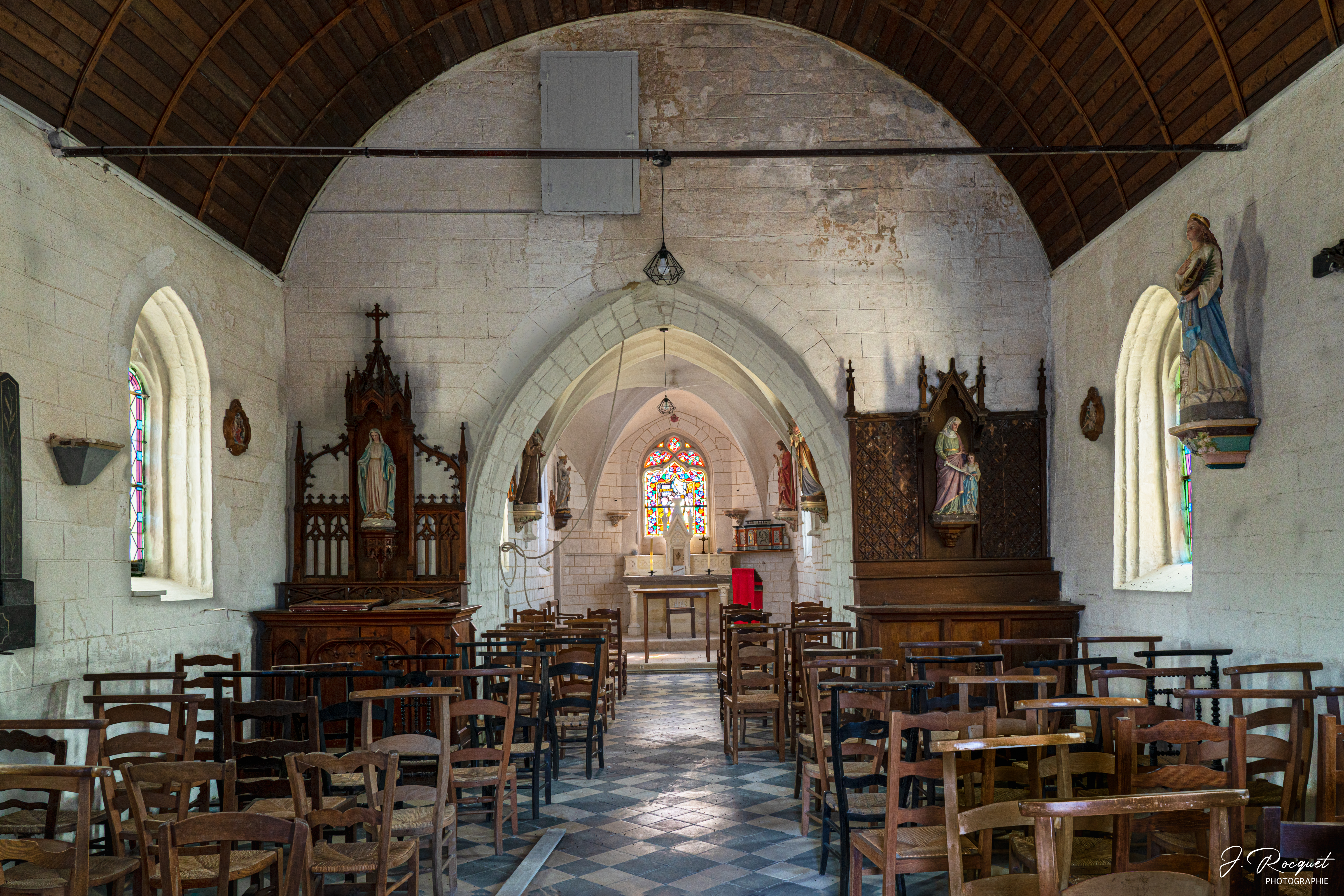
La nef et le chœur.
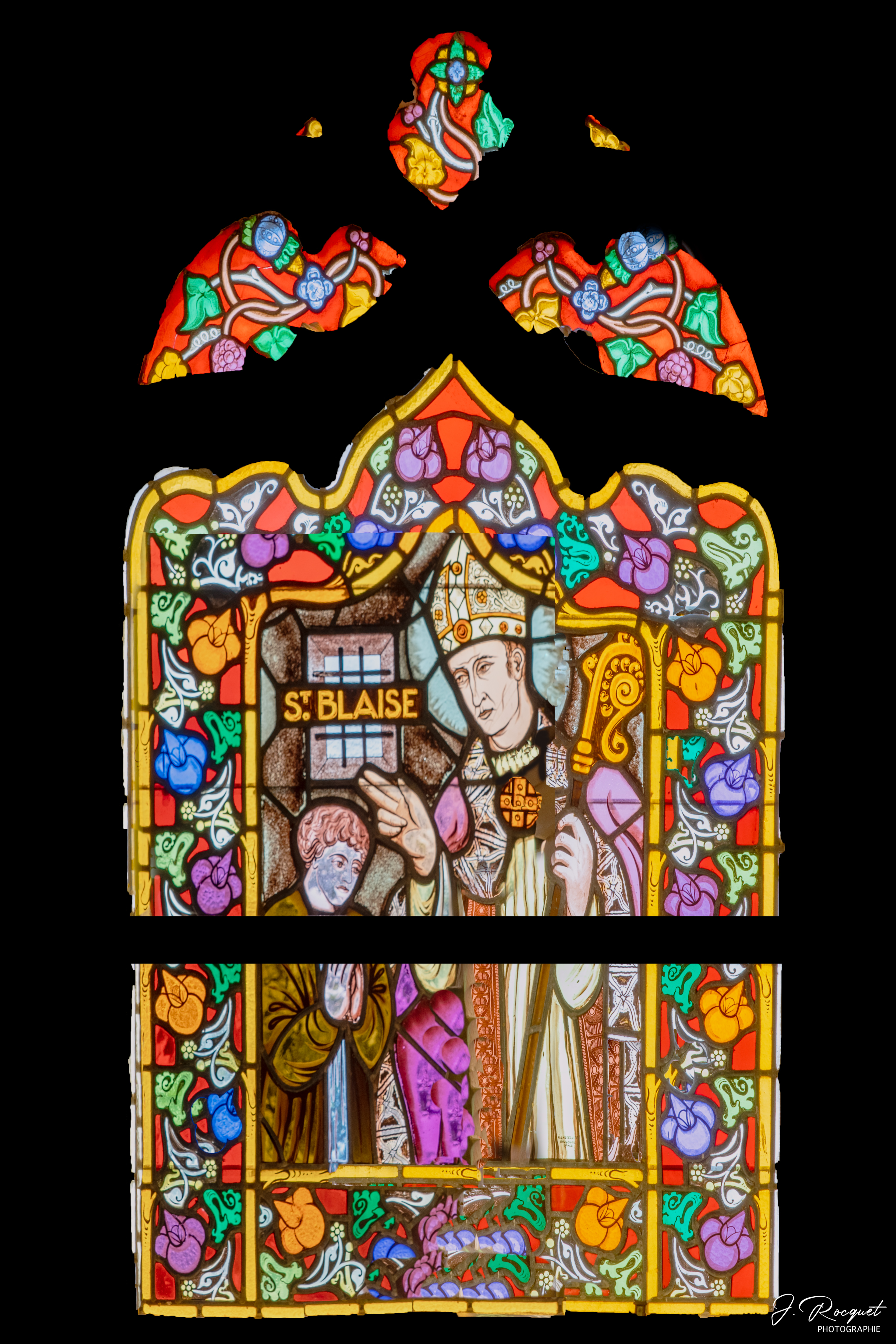
Vitrail de Saint Blaise.

- La gare désaffectée sert désormais de salle des fêtes.

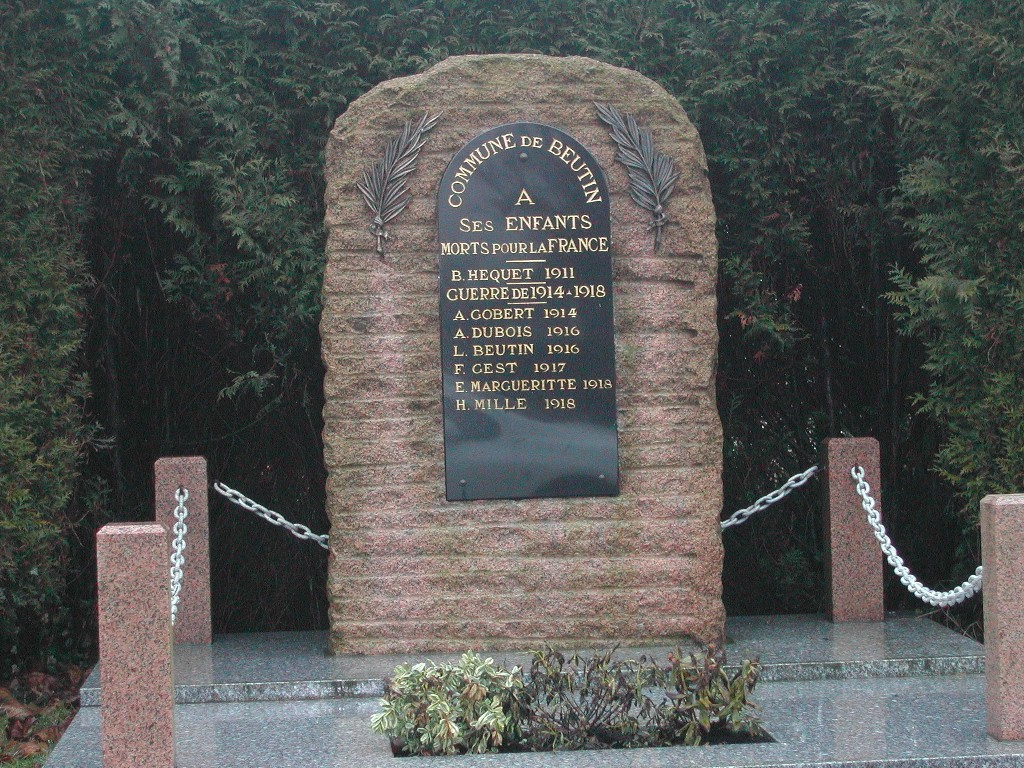

- Le monument aux morts[39].

### Personnalités liées à la commune
- Julien Biblocque, né le 26 décembre 1909 à Wailly-Beaucamp, est agriculteur à Beutin. Durant l'occupation, il est lieutenant dans les Forces françaises de l'intérieur (FFI). En effet, il intègre le mouvement de Résistance Organisation civile et militaire (OCM) bien implanté dans le département et est responsable, avec Étienne Hennequin, du canton OCM d'Étaples. Expert dans le maniement d'armes et d'explosifs, meneur d'hommes reconnu, il mène différentes opérations de sabotages après le débarquement de Normandie notamment le plastiquage du pont de chemin de fer d'Étaples, le 22 juillet 1944. Après la guerre, il reçoit la croix du combattant volontaire de la Résistance[40].

### Héraldique
| Blason de Beutin | Blason  | D'argent à huit merlettes de sable ordonnées en orle.                                                                         |
| Blason de Beutin | Détails | Armes de Jacques de Beutin, plusieurs fois maïeur de Saint-Omer de 1431 à 1445. Adopté par la municipalité le 5 octobre 1993. |

## Pour approfondir